# Pfeffikon
Pfeffikon es una comuna suiza del cantón de Lucerna, situada en el distrito de Sursee. Limita al norte y este con la comuna de Reinach (AG), al sur con Menziken (AG) y al oeste con Rickenbach.